# Haliactiidae
Haliactiidae is een familie uit de orde van de zeeanemonen (Actiniaria). De familie is voor het eerst wetenschappelijk beschreven door Carlgren in 1949. De familie omvat 6 geslachten en 8 soorten.